# Tischeria ekebladoides
Espèce
Tischeria ekebladoides est une espèce de petits lépidoptères (papillons) de la famille des Tischeriidae. On la trouve surtout en Espagne, au Portugal et en Tunisie. Ses chenilles se nourrissent essentiellement sur des Fagaceae, telles que Quercus canariensis ou Quercus suber.

## Systématique
L'espèce Tischeria ekebladoides a été décrite en 2003 par les entomologistes lituaniens Jonas Rimantas Stonis (d) (« Rimantas Puplesis ») et Arunas Diškus (d).

## Description
Tischeria ekebladoides présente une envergure comprise entre 8,2 et 10,1 mm. 